# Frederico Luís do Palatinado-Zweibrücken
Frederico Luís do Palatinado-Zweibrücken (em alemão:  Friedrich Ludwig von Pfalz-Zweibrücken; Heidelberg, 27 de outubro de 1619 – Obermoschel, 11 de abril de 1681) foi um nobre alemão, membro do ramo Palatino da Casa de Wittelsbach. Foi Duque do Palatinado-Landsberg de 1645 a 1661, ano em que herdou também o Ducado do Palatinado-Zweibrücken onde reinou de 1661 a 1681.

## Biografia
Frederico Luís nasceu em Heidelberga em 1619 sendo o único filho sobrevivente de Frederico Casimiro do Palatinado-Zweibrücken-Landsberg. Com a morte do pai, em 1645, Frederico Luís sucedeu no ducado que fora devastado pela Guerra dos Trinta Anos. Contribuiu no esforço de reconstrução dos seus estados e promoveu o comércio visando estabilizar a situação. Em 1661, com a morte do seu primo Frederico ele herdou o Palatinado-Zweibrücken, tornando-se duque de outro território devastado pela guerra.
Frederico Luís faleceu no Castelo de Landsberg, próximo de Obermoschel, em 1681. Dado que todos os filhos do seu primeiro casamento já tinham falecido e os filhos do seu segundo casamento morganático estavam afastados da sucessão, foi sucedido pelo rei  Carlos XI da Suécia, também ele um Wittelsbach da linhagem do Palatinado-Kleeburg.

## Casamento e descendência
A 14 de novembro de 1645, em Dusseldórfia, Frederico Luís casou, pela primeira vez, com sua prima co-irmã, Juliana Madalena do Palatinado-Zweibrücken (1621-1672), filha do Duque João II, Duque de Zweibrücken. Deste casamento nasceram treze filhos:
1. Carlos Frederico (Karl Friedrich) (1646-1646);
2. Guilherme Luís (Wilhelm Ludwig) (1648-1675), casou com a sua prima Carlote Frederica de Zweibrücken; tiveram dois filhos e uma filha que morreram na infância;
3. filha (1648-1649);
4. filho (1650-1650);
5. Gustavo João (Gustav Johann) (1651-1652);
6. filha (nascida e morta a 15 de abril de 1652);
7. Carlota Amália (Charlotte Amalie) (1653-1707), que casou com o conde João Filipe de Isenburg-Offenbach;
8. Luísa Madalena (Louise Magdalena) (1654-1672);
9. Maria Sofia (Maria Sophie) (1655-1659);
10. Isabel Cristian (Elizabeth Christine) (1656-1707), casada em primeiras núpcias com o conde Emich XIV de Leiningen-Dagsburg e, em segundas núpcias; com Cristóvão Frederico, Burgrave e Conde de Dohna-Lauck;
11. Carlos Casimiro (Karl Kasimir) (1658 -1673);
12. Juliana Leonor (Juliana Eleanore) (1661-1662);
13. João (Johann) (1662-1665).

A 21 de agosto de 1672, Frederico Luís casou morganaticamente com Ana Maria Isabel Hepp (c.1635-1722) de quem teve 5 filhos:
1. Guilherme Frederico (Wilhelm Friedrich) von Fürstenwärther (1673-1732);
2. Carlos Emílio (Karl Aemilius) von Fürstenwärther (1674-1758), com descendência;
3. Luís Filipe (Ludwig Philip) von Fürstenwärther (1676-1724);
4. filho (nascido e morto a 10 de maio de 1677);
5. Maria Isabel (Maria Elizabeth) von Fürstenwärther (1679-1680/1).